# シティリンク (路面電車車両)
シティリンク（Citylink）は、2015年までフォスロが、翌2016年以降はシュタッドラー・レールが展開する鉄道車両のブランド。ライトレールやトラムトレインなどの高速運転に適した路面電車車両として、世界各地に展開が行われている。

## 概要

### 構造
スペインに本社を置くフォスロは、2015年にスイスのシュタッドラー・レールへ部門の売却が完了するまで、ライトレール用車両を始めとした鉄道車両の開発およびバレンシアの工場での生産を実施していた。その中で、トラムトレインを始めとした最高速度70 - 100 km/h程の高速運転を行う路線へ向けて開発・生産が行われ、同年以降はシュタッドラーが展開を続けている鉄道車両ブランドがシティリンクである。
トラムトレインは、最高速度や電圧、車体の安全基準、最小通過曲線など規格が異なる路面電車と鉄道路線を直通し、都市中心部と郊外の接続性を向上させる運行形態である。シティリンクは前面へのクラッシャブルゾーンやバンパー導入、高速運転に適した車軸・回転軸付き台車の採用、二相ステンレス鋼を用い強度を増した車体などにより双方の規格に適合した設計になっているのが特徴である。また、前後車体の屋根上や中間車体の床下などに発電機やエンジン、充電池、変圧器などを増設する事によって、電圧が異なる路線に適した複電圧車や非電化区間での走行が可能なバイモード車両とする事も可能である。編成は3車体連接車・全長37,000 mmを基本としているが、顧客の需要に応じ最大4車体連接車まで多様な編成に対応する。
車内は前後車体の運転台側を除いて床上高さを下げた低床構造となっており、車椅子やベビーカー、自転車からの乗降が容易な構造となっている。車内の座席配置はクロスシートを基本とし、乗降扉付近にはフリースペースが存在する他、顧客からの要望に応じてトイレやテーブルなどの搭載も可能である。

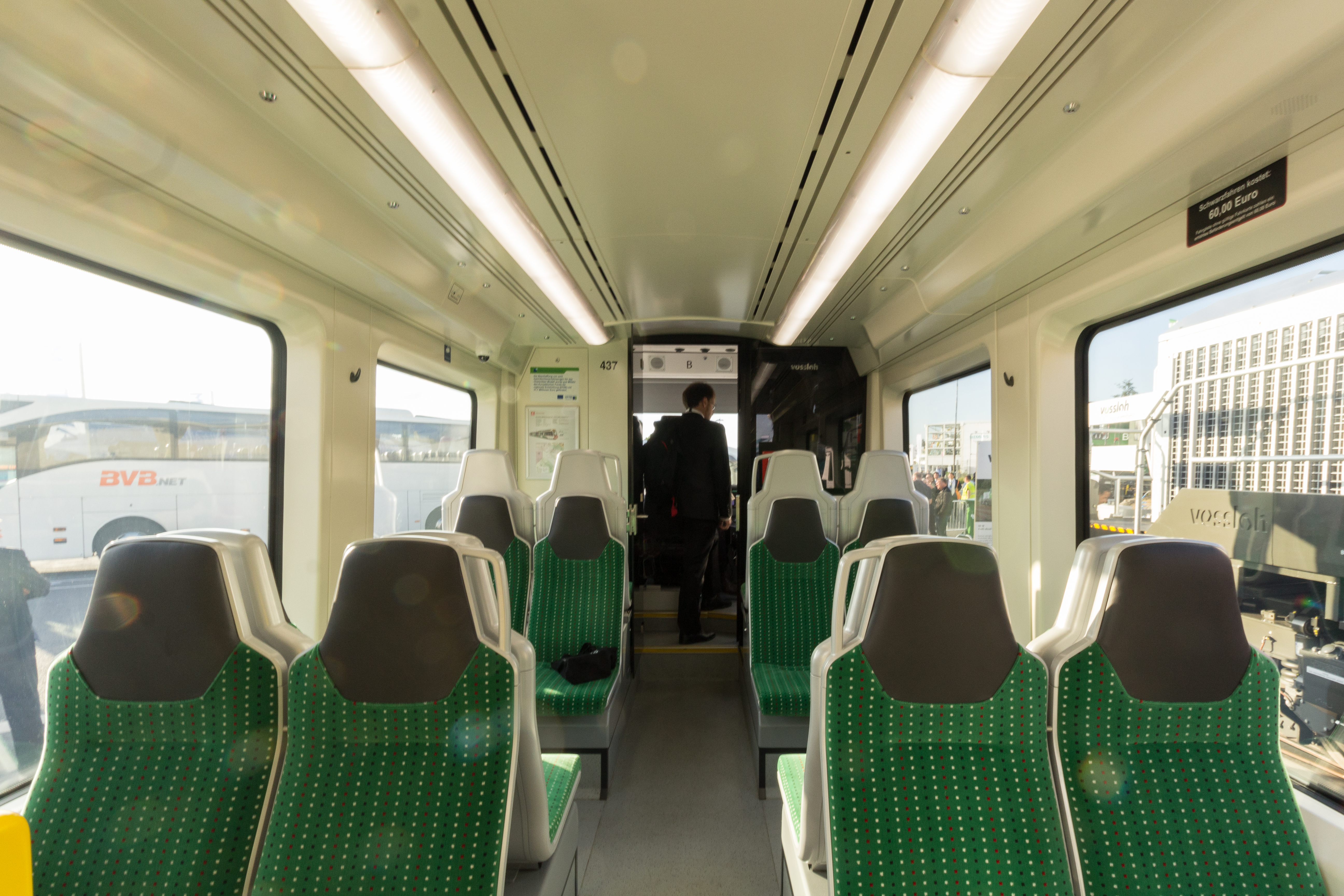
車内（ケムニッツ）
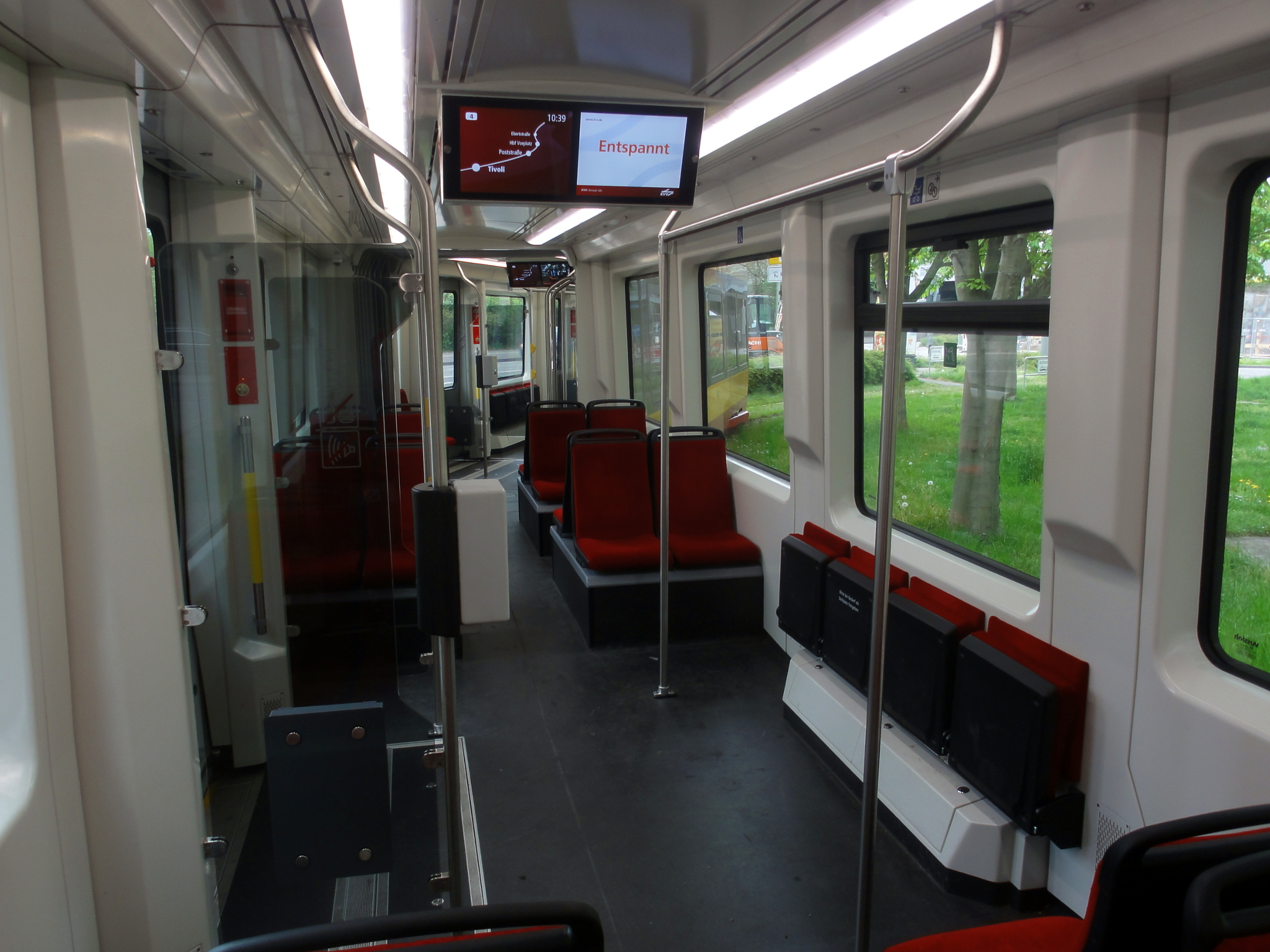
車内（カールスルーエ）
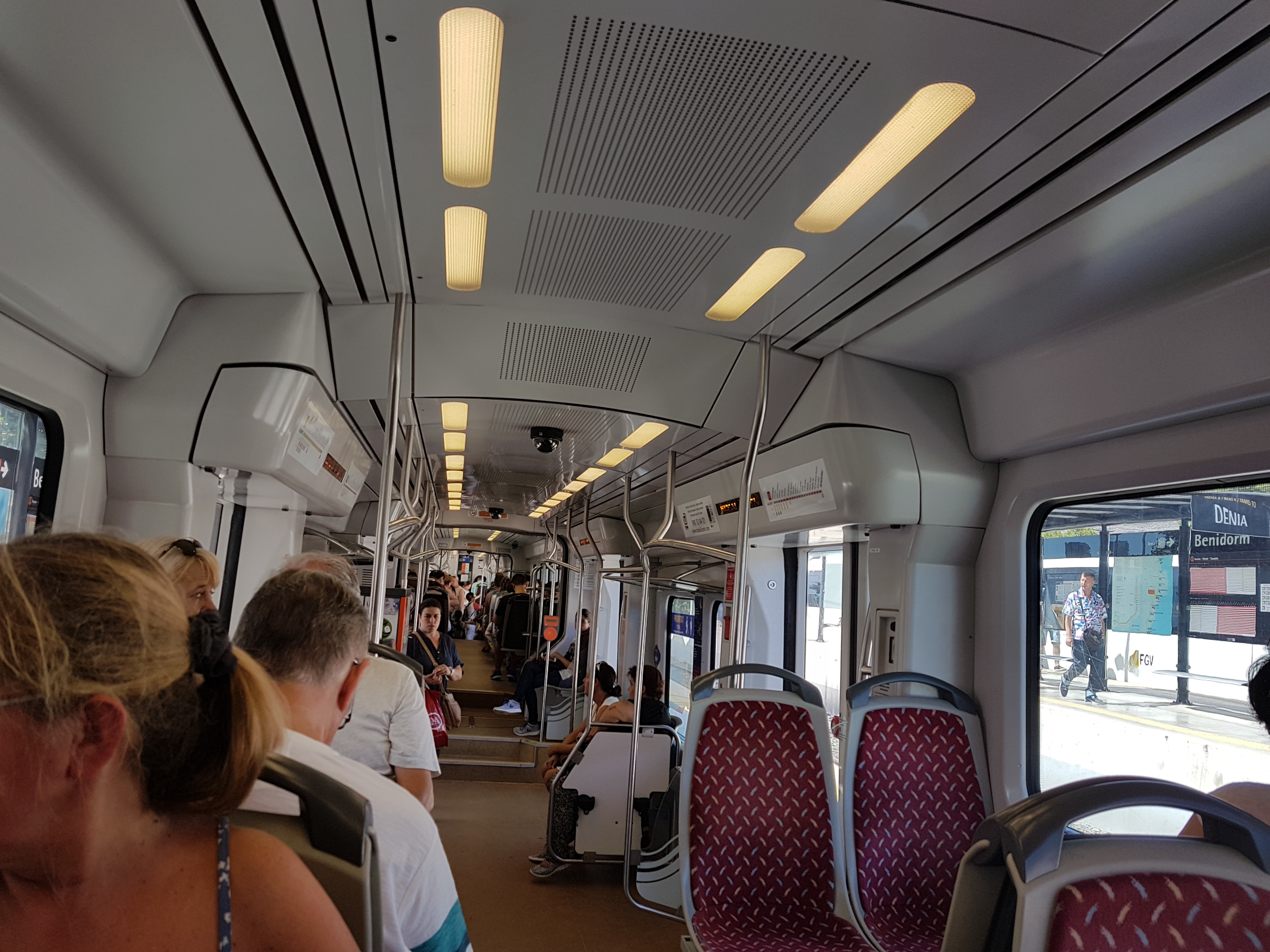
車内（アリカンテ）
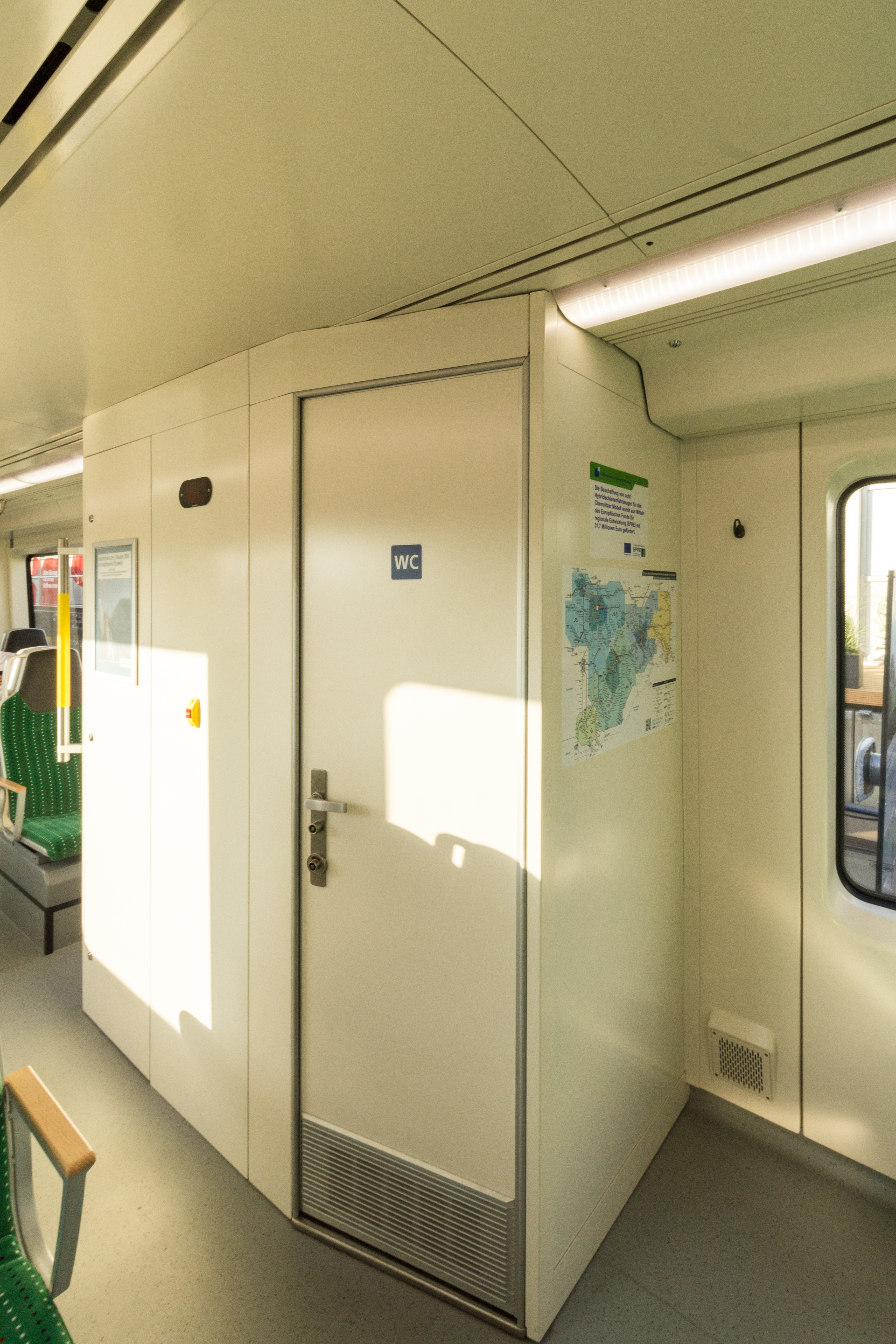
車内に設置されているトイレ（ケムニッツ）
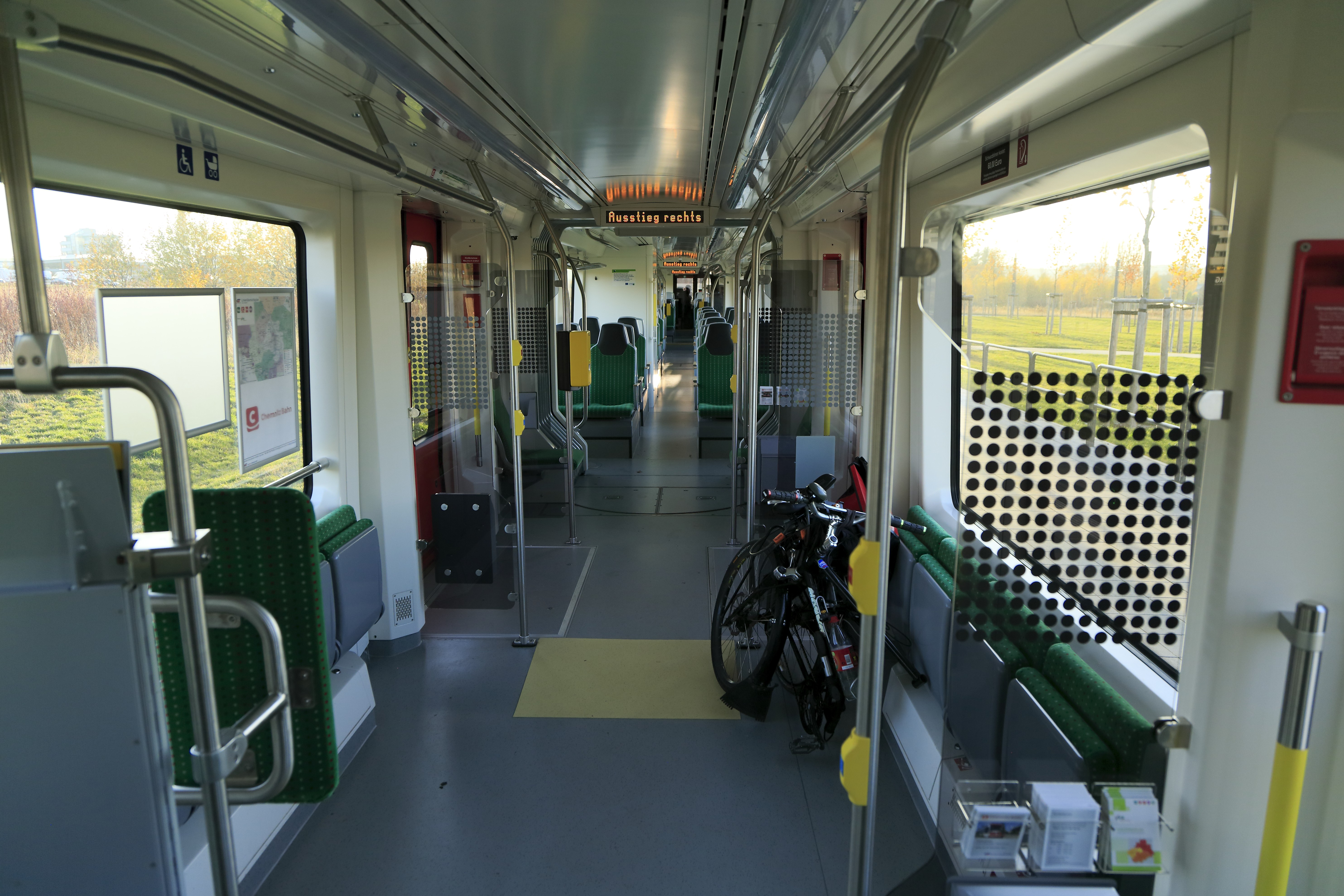
車内のフリースペース（ケムニッツ）
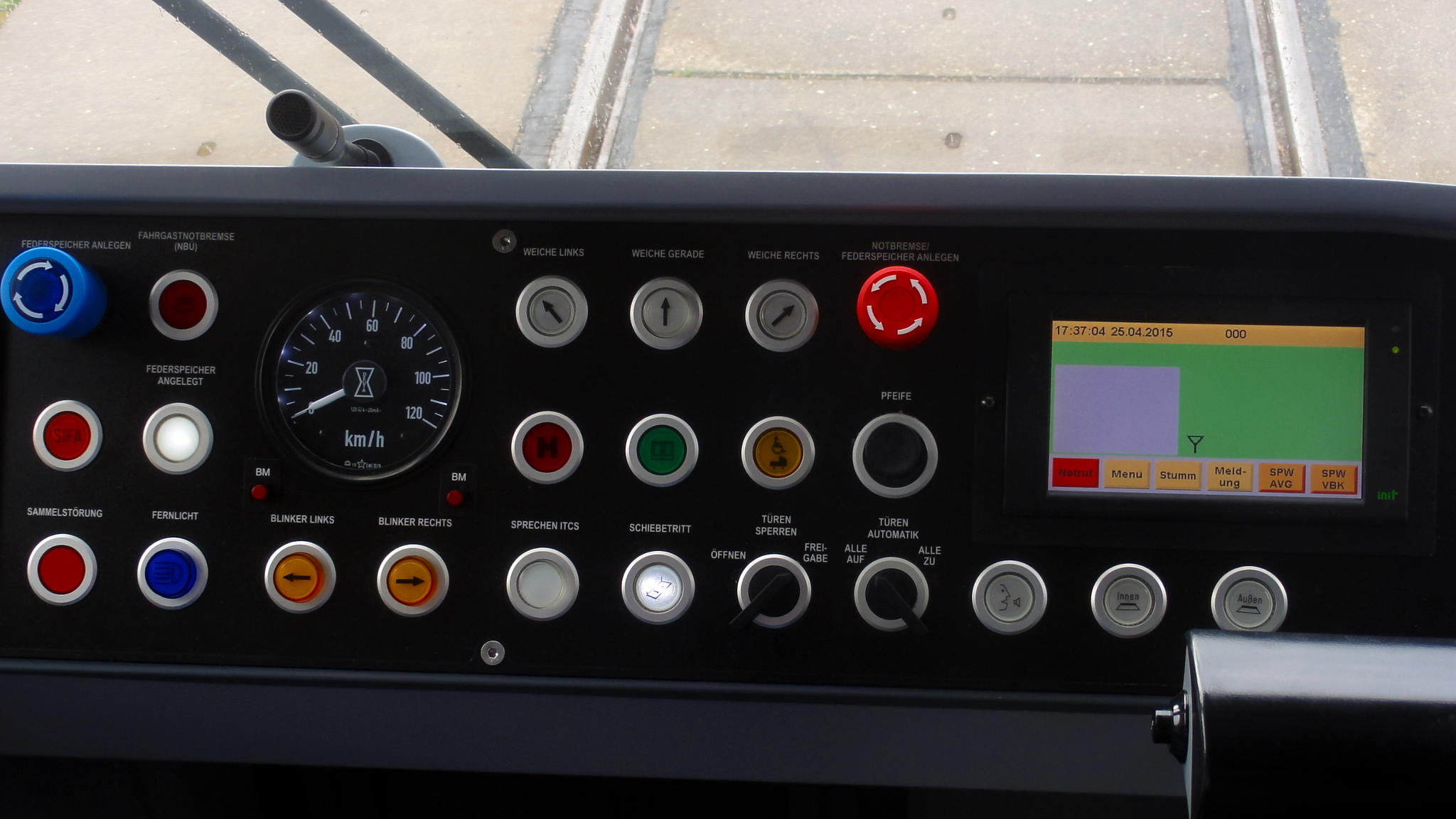
運転台の主要機器とモニター（カールスルーエ）

### 主要諸元

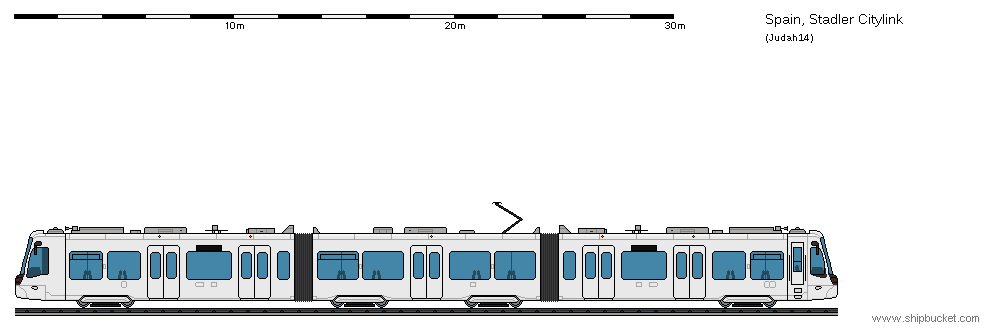
シティリンクの側面図

車体設計にモジュール構造を取り入れているシティリンクは、以下のように顧客の需要に応じた多様な編成や仕様に対応可能である。その中でも太字で記されている数値が、シティリンクの標準仕様として展開されているものである。
| 編成           | 編成           | 3車体連接車 | 3車体連接車 | 3車体連接車 | 3車体連接車 | 3車体連接車 | 5車体連接車 | 4車体連接車 |
| 全長           | 全長           | 28m         | 29m         | 31m         | 37m         | 37m         | 42m         | 48m         |
| 乗降扉数(片側) | 乗降扉数(片側) | 2箇所       | 4箇所       | 4箇所       | 4箇所       | 5箇所       | 5箇所       | 6箇所       |
| 定員           | 着席           | 75人        | 60人        | 65人        | 85人        | 75人        | 100人       | 120人       |
| 定員           | 折り畳み座席   | 5人分       | 5人分       | 5人分       | 5人分       | 5人分       | 5人分       | 5人分       |
| 定員           | 立席           | 90人        | 120人       | 125人       | 160人       | 175人       | 105人       | 145人       |

## 導入都市一覧
2020年時点でシティリンクが導入されている、もしくは導入計画が存在する都市や地域は以下の通り。「VDVトラムトレイン」向け車両については項目を参照。
| シティリンク 導入都市一覧 | シティリンク 導入都市一覧                                       | シティリンク 導入都市一覧       | シティリンク 導入都市一覧 | シティリンク 導入都市一覧 | シティリンク 導入都市一覧 | シティリンク 導入都市一覧 | シティリンク 導入都市一覧 | シティリンク 導入都市一覧                                                                                  |
| 国                        | 都市                                                            | 製造企業                        | 編成                      | 対応電圧・動力            | 対応電圧・動力            | 両数                      | 軌間                      | 備考・参考                                                                                                 |
| ------------------------- | --------------------------------------------------------------- | ------------------------------- | ------------------------- | ------------------------- | ------------------------- | ------------------------- | ------------------------- | --- |
| ドイツ                    | ケムニッツ (シティバーン・ケムニッツ)                           | フォスロ・キーペ シュタッドラー | 3車体連接車               | 直流750V                  | 非電化                    | 12両                      | 1,435mm                   | 詳細は「シティリンク (シティバーン・ケムニッツ)」を参照                                                    |
| ドイツ                    | ケムニッツ (シティバーン・ケムニッツ)                           | シュタッドラー                  | 3車体連接車               | 直流600/750V              | 交流15kV                  | 12両(予定)                | 1,435mm                   | 詳細は「シティリンク (シティバーン・ケムニッツ)」を参照 2025年以降導入予定                                 |
| ドイツ                    | カールスルーエ                                                  | フォスロ・キーペ シュタッドラー | 3車体連接車               | 直流750V                  | 直流750V                  | 75両                      | 1,435mm                   | 片運転台車両 詳細は「NET 2012」を参照                                                                      |
| スペイン                  | アリカンテ                                                      | フォスロ・キーペ                | 3車体連接車               | 直流750V                  | 直流750V                  | 9両                       | 1,000mm                   | [ 10 ] [ 15 ] [ 5 ]                                                                                        |
| スペイン                  | アリカンテ                                                      | シュタッドラー                  | 3車体連接車               | 直流750V                  | 非電化                    | 6両                       | 1,000mm                   | [ 21 ] |
| スペイン                  | マヨルカ                                                        | フォスロ・キーペ                | 3車体連接車               | 直流1,500V                | 直流1,500V                | 6両                       | 1,000mm                   | [ 10 ] [ 15 ] [ 22 ]                                                                                       |
| メキシコ                  | プエブラ サン・ペドゥロ・チョルラ                               | フォスロ・キーペ                | 3車体連接車               | 非電化                    | 非電化                    | 2両                       | 1,435mm                   | 元はスペインのレオン向けに発注されたが同都市のトラムトレイン計画が中止となりプエブラへ売却された経緯を持つ |
| イギリス                  | シェフィールド                                                  | シュタッドラー                  | 3車体連接車               | 直流750V                  | 交流25kV                  | 7両                       | 1,435mm                   | 詳細は「イギリス鉄道399形電車」を参照                                                                      |
| イギリス                  | サウスイースト・ウェールズ (トランスポート・フォー・ウェールズ) | シュタッドラー                  | 3車体連接車               | 交流25kV                  | 充電池                    | 36両(予定)                | 1,435mm                   | 高床式車両 2024年以降導入予定 詳細は「イギリス鉄道398形電車」を参照                                        |
| ハンガリー                | セゲド ホードメゼーヴァーシャールヘイ                           | シュタッドラー                  | 3車体連接車               | 直流600V                  | 非電化                    | 12両                      | 1,435mm                   | 詳細は「ハンガリー国鉄406形」を参照                                                                        |

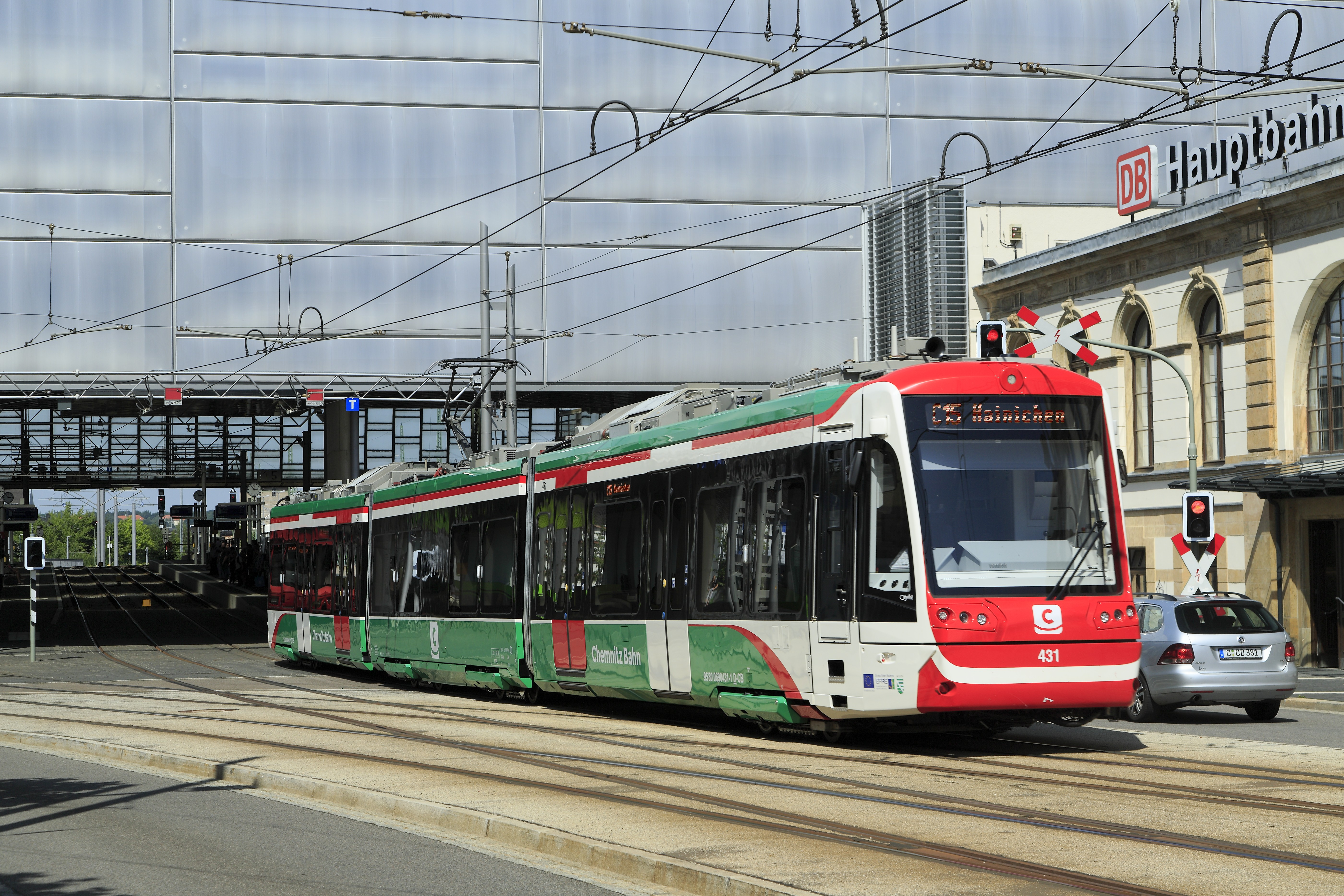
ドイツ：ケムニッツ
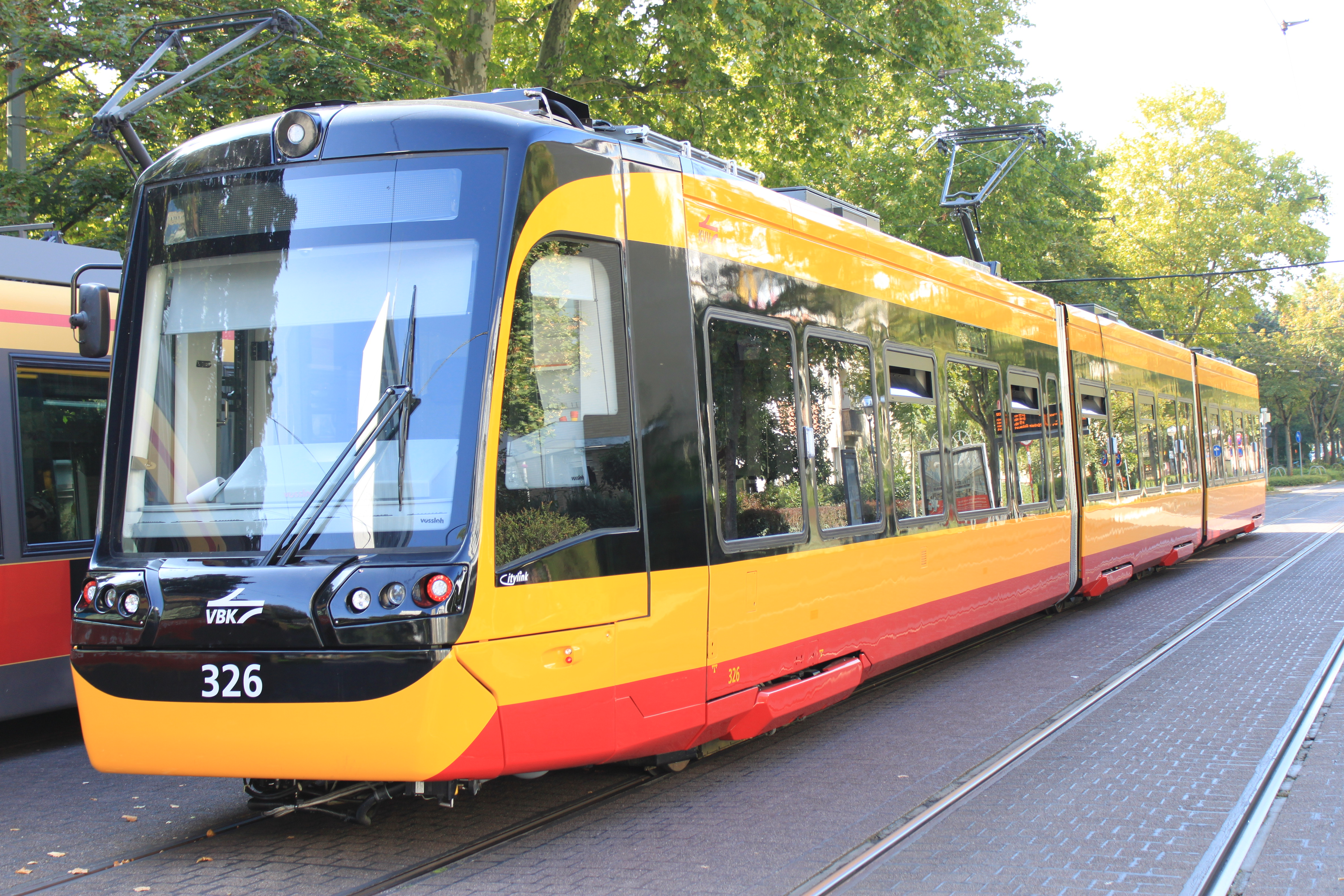
ドイツ：カールスルーエ
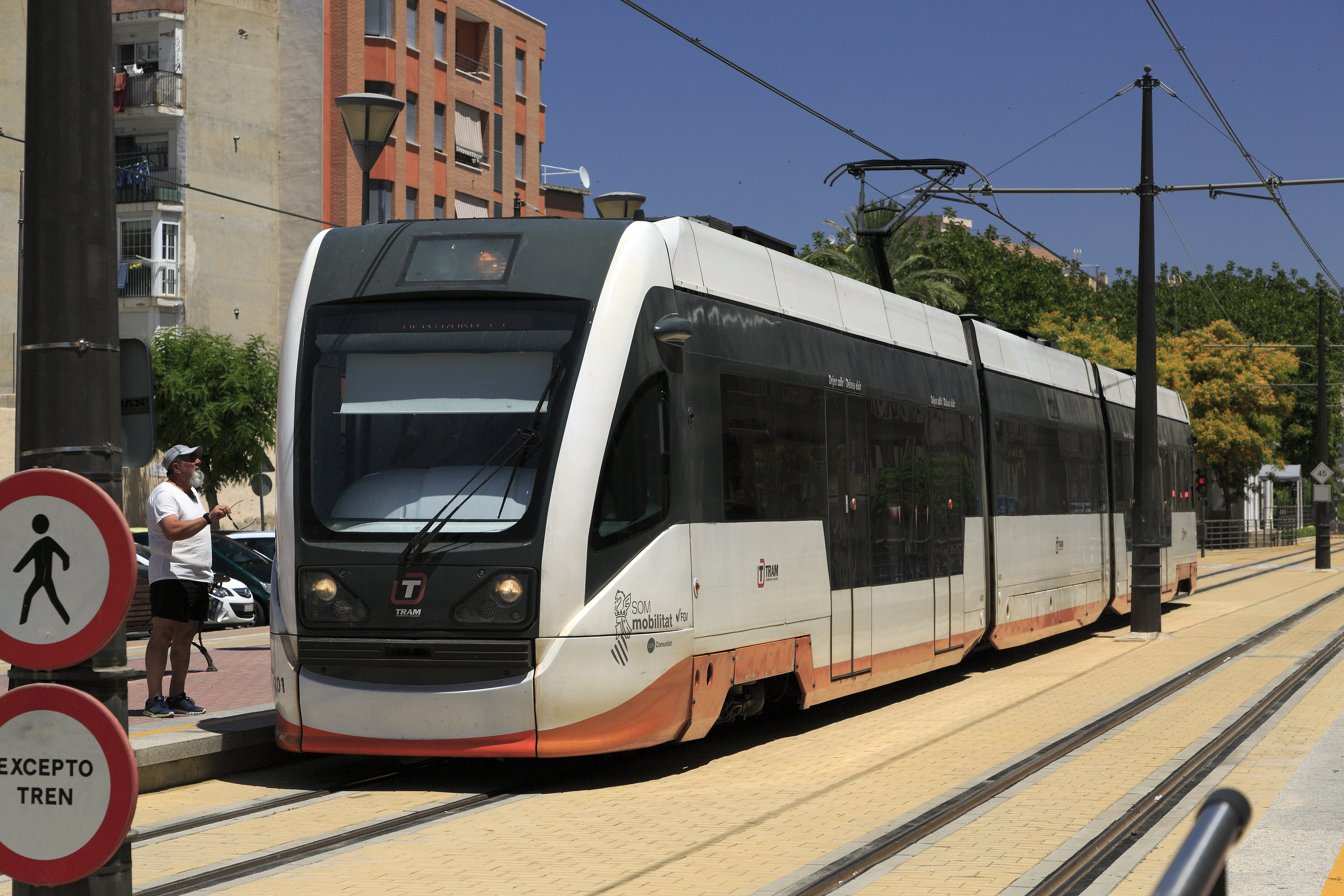
スペイン：アリカンテ
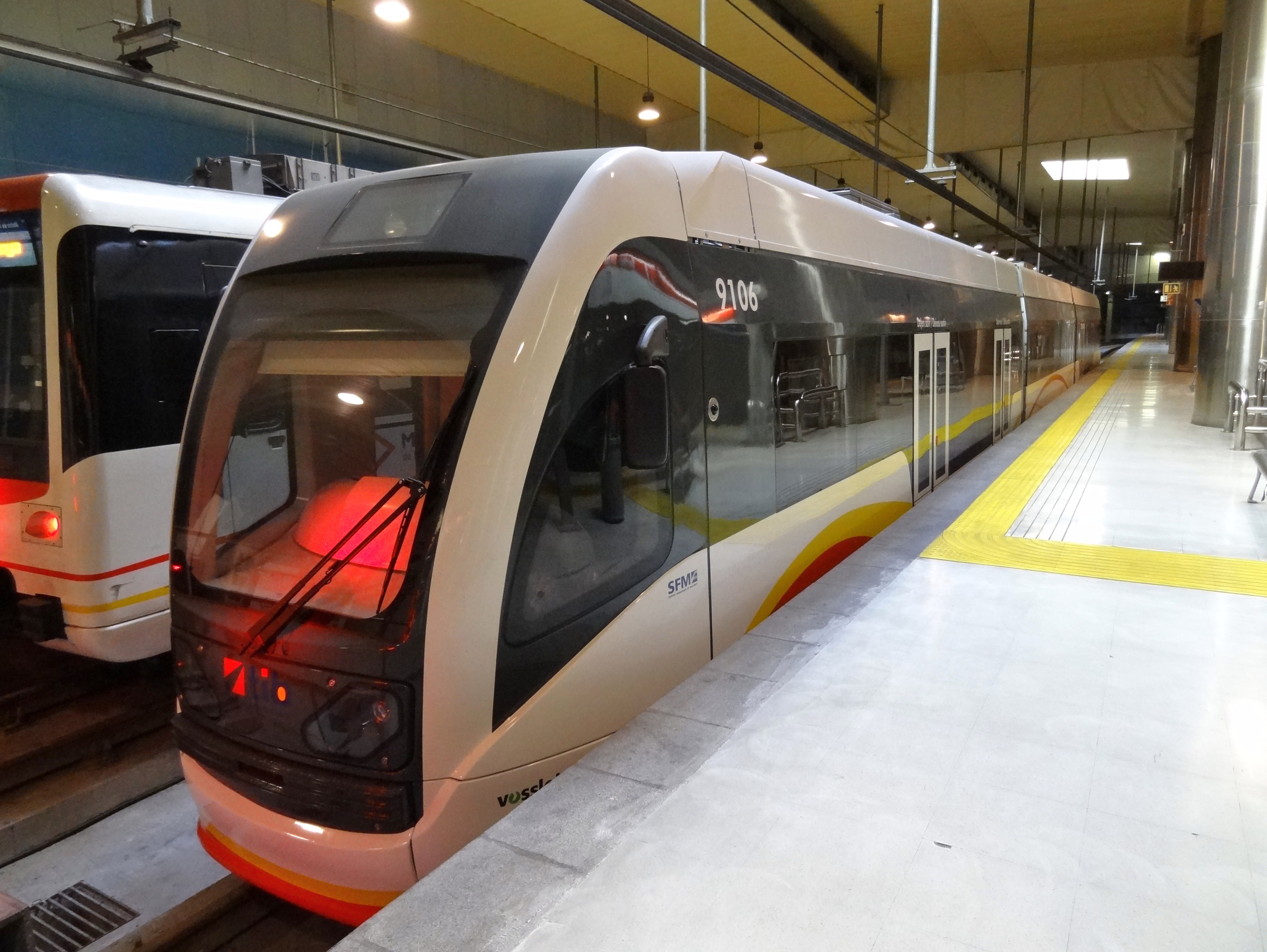
スペイン：マヨルカ
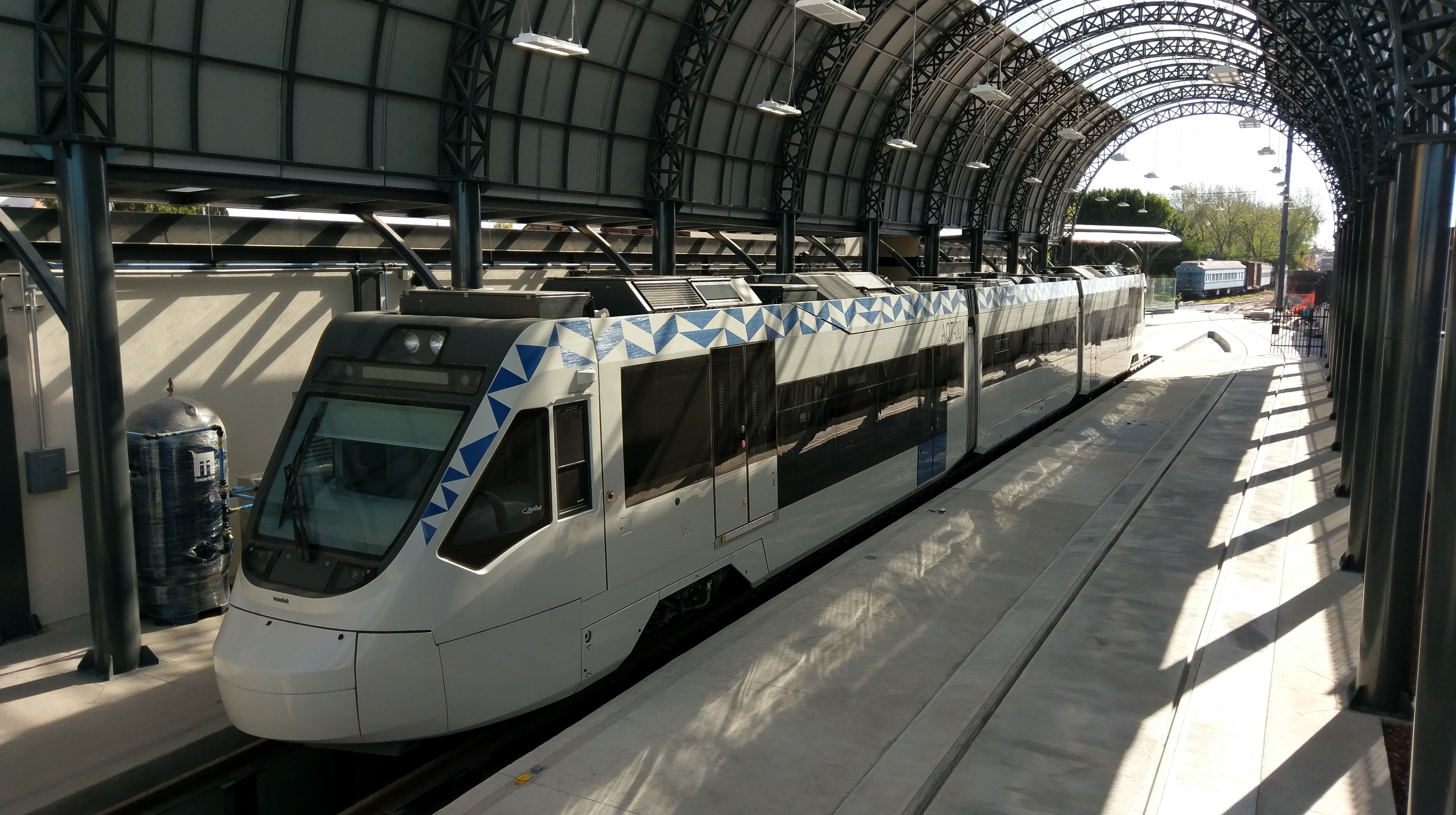
メキシコ：プエブラ
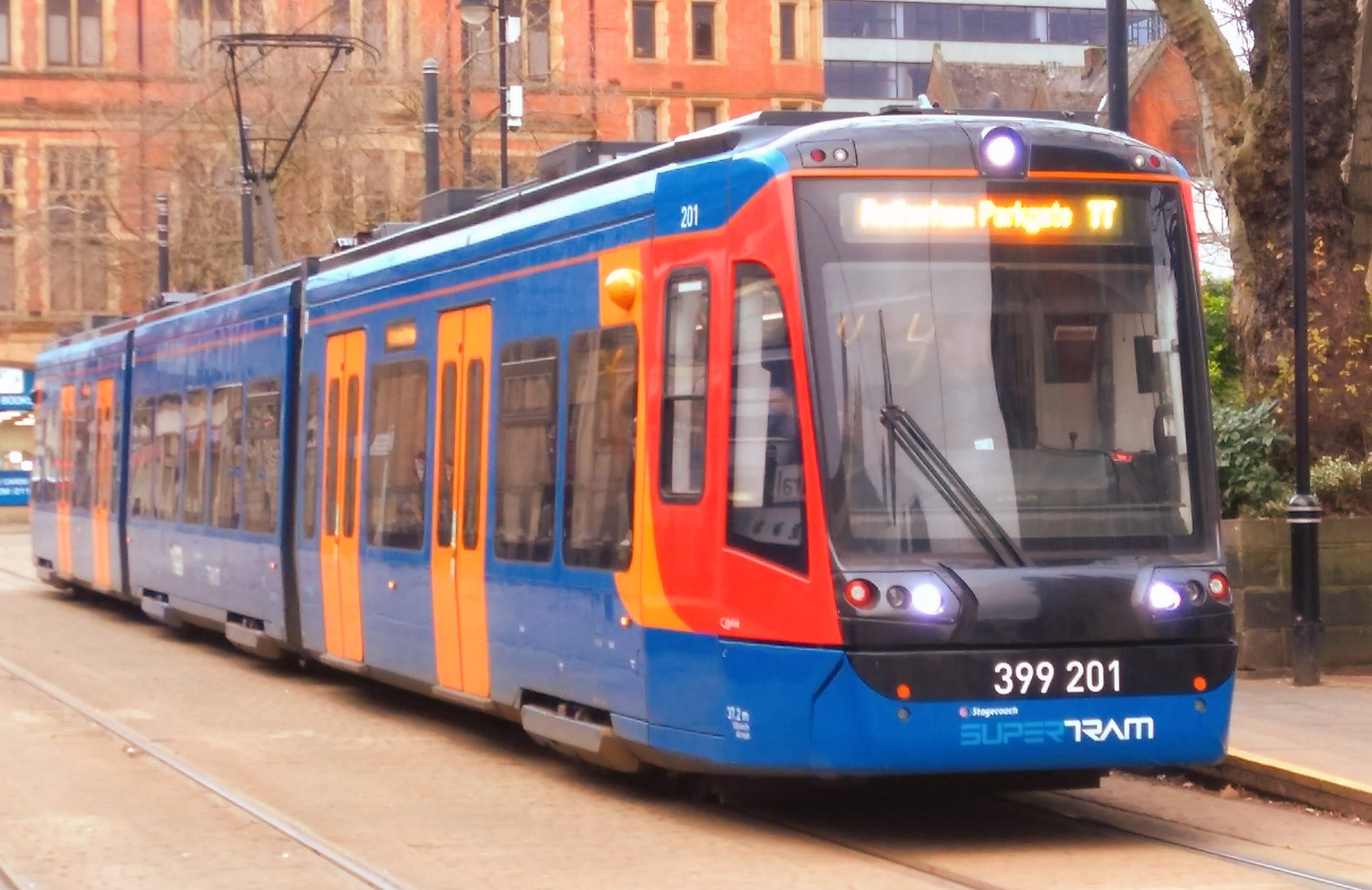
イギリス：シェフィールド
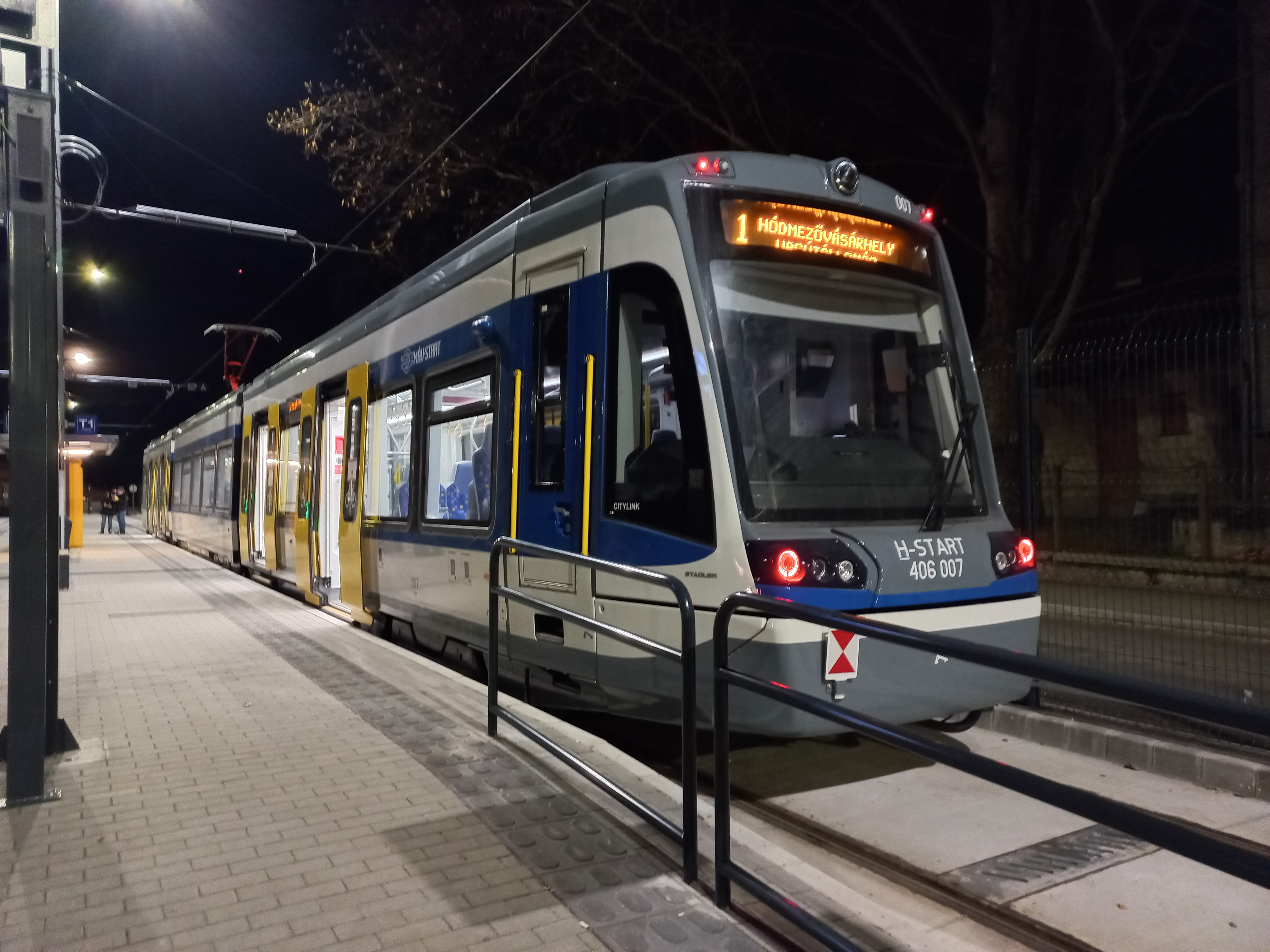
ハンガリー：ホードメゼーヴァーシャールヘイ

## VDVトラムトレイン
2022年、シュタッドラー・レールはドイツとオーストリアの複数の鉄道事業者による共同のライトレールおよびトラムトレイン用車両の開発・導入プロジェクト「VDVトラムトレイン（VDV Tram-Train）」へ向けて、46両＋オプション258両の車両製造および16年＋オプション32年分の保守の権利を獲得した。これはシュタッドラー・レールの歴史において最大級の鉄道車両の発注に関する契約であり、2024年以降ドイツやオーストリアの各都市へ向けて製造が実施される事になっている。